# 郭起荣
郭起荣（GUO Qi Rong），籍贯江西省赣州市上犹县，博士后，现为国家林业局国际竹藤中心教授，进京前十余年工作在江西农业大学。郭子一直从事森林种质研究。主持完成厚壁毛竹（国家自然科学基金多项），科技部农业科技成果转化项目；核心参加完成森林植物种质资源（中央级科研院所基础工作）专项，林木（含竹藤花卉）种质资源（科技部科技基础条件平台项目，竹藤资源）“十五”、“十一五”、＂十二五”国家科技支撑重点计划的项目、课题、专题10余个，目前正在承担非洲竹子种质“948”等项目，发表学术论文40余篇，主持“南方主要树种育苗技术”专著、“森林遗传资源保护与管理”译著，参编“中国主要经济树种栽培与利用”、“经济林栽培学”等8部，目前专业从事竹子种质资源及其繁育利用的科学研究工作。

## 外部連結
- 中国竹林的碳素特征[永久]